# Phortica bipartita
Phortica bipartita är en tvåvingeart som först beskrevs av Masanori Joseph Toda och Peng 1992.  Phortica bipartita ingår i släktet Phortica och familjen daggflugor. Inga underarter finns listade i Catalogue of Life.